# Casa Culubret-Picamal
La Casa Culubret-Picamal és un edifici del municipi de Girona que forma part de l'Inventari del Patrimoni Arquitectònic de Catalunya.

## Descripció
L'edifici, amb planta irregular, consta de planta baixa i quatre pisos. La construcció respon a la fita arquitectònica que ha de constituir una obra ubicada en una de les cantonades més cèntriques i concorregudes de la ciutat. Així, I. Bosch projectà un volum central, gairebé semicircular, que suavitza la transició de carrers i dues seccions més, una major que l'altre, que segueixen les pautes tradicionals i donen, al carrer Hortes les primeres, i al de Santa Clara la més petita.
La forta personalitat de l'edifici acaba per destacar-se amb una original decoració a base de petites estrelles que puntuen tot el parament. A la part superior, conformant una censura visual de gran potència, un ràfec sostingut per mènsules acaba per determinar les línies bàsiques que observa en l'edifici, el ràfec destacat no deixa de ser una constant a l'obra de l'arquitecte gironí, com també es pot apreciar en el Teatre Ultònia. Estilísticament sembla difícil adscriure l'arquitectura a un moviment concret, i només assenyalar un evident eclecticisme que permet la plasmació més prototípics del monumentalisme encara que adaptat als corrents culturals del país.